# Bunheads
Bunheads je americký komediálně dramatický televizní seriál, jehož tvůrci jsou Amy Sherman-Palladino a Lamar Damon. Seriál vysílala stanice ABC Family od 11. června 2012 do 25. února 2013. Hlavní role hrají Sutton Foster, Kelly Bishop, Kaitlyn Jenkins, Julia Goldani Telles, Bailey De Young, Emma Dumont a Stacey Oristano.
Dne 22. července 2013 stanice zrušila seriál po odvysílání jedné řady.

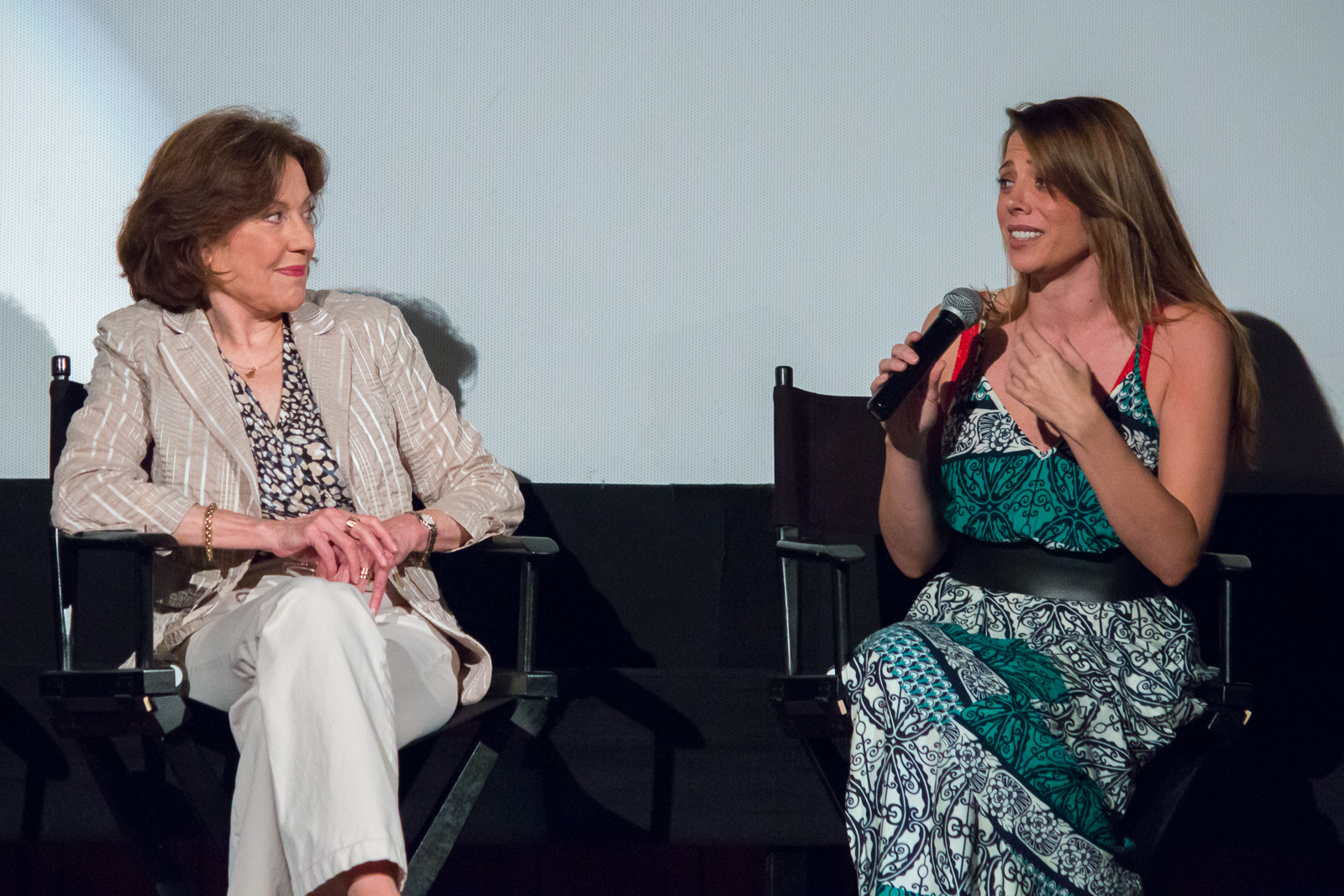
Kelly Bishop a Stacey Oristano na festivalu ATX propagující seriál.

## Obsazení[2]

### Hlavní
- Sutton Foster jako Michelle Simms Flowers
- Kelly Bishop jako Fanny Flowers
- Kaitlyn Jenkins jako Bettina "Boo" Jordan
- Julia Goldani Telles jako Sasha Torres
- Bailey De Young jako Virginie "Ginny" Thompson
- Emma Dumont jako Melanie "Mel" Segal
- Stacey Oristano jako Truly Stone

### Vedlejší role
- Liza Weil jako Millicent "Milly" Stone
- Gregg Henry jako Rico
- Dendrie Taylor jako Nina
- Moises Parra jako Moises
- Rose Abdoo jako Sam
- Julie Claire jako Anastasia Torres
- Ellen Greene jako Fanny přítel
- RaJahnae Patterson jako RaJahnae
- Casey J. Adler jako Carl Cramer
- Paul James Jordan jako Dez
- Zak Henri jako Charlie Segal
- Matisse Love jako Matisse
- Richard Gant jako Michael
- Lyrica Woodruff jako "Ringer"
- Angelina McCoy jako Talia
- Jennifer Hasty jako Nanette
- Brad Ellis jako Brad
- Alan Ruck jako Hubbell Flowers
- Nathan Parsons jako Godot
- Garrett Coffey jako Roman
- Hunter Foster jako Scotty Simms
- Jeanine Mason jako Cozette
- Niko Pepaj jako Frankie
- Kent Boyd jako Jordan
- Victoria Park jako Aubrey
- Gabriel Notarangelo jako Josh
- Kiersten Warren jako Claire Thompson
- Jayden Maddux jako Dougie

## Seznam dílů
| Č. v seriálu | Č. v řadě | Původní název                         | Režie                 | Scénář                                               | Premiéra v USA    |
| ------------ | --------- | ------------------------------------- | --------------------- | ---------------------------------------------------- | ----------------- |
| 1            | 1         | Pilot                                 | Amy Sherman-Palladino | námět: Lamar Damon a Amy Sherman-Palladino           | 11. června 2012   |
| 2            | 2         | For Fanny                             | Amy Sherman-Palladino | Amy Sherman-Palladino                                | 18. června 2012   |
| 3            | 3         | Inherit the Wind                      | Kenny Ortega          | Sarah Dunn                                           | 25. června 2012   |
| 4            | 4         | Better Luck Next Year                 | Daniel Palladino      | Daniel Palladino                                     | 9. července 2012  |
| 5            | 5         | Money for Nothing                     | Elodie Keene          | Amy Welsh                                            | 16. července 2012 |
| 6            | 6         | Movie Truck                           | Jamie Babbit          | Amy Sherman-Palladino a Beth Schacter                | 23. července 2012 |
| 7            | 7         | What's Your Damage, Heather           | Jackson Douglas       | Grant Levy, Dominik Rothbard a Amy Sherman-Palladino | 30. července 2012 |
| 8            | 8         | Blank Up, It's Time                   | Daniel Palladino      | Daniel Palladino                                     | 6. srpna 2012     |
| 9            | 9         | No One Takes Khaleesi's Dragons       | David Paymer          | Sheila Lawrence                                      | 13. srpna 2012    |
| 10           | 10        | A Nutcracker in Paradise              | Amy Sherman-Palladino | Amy Sherman-Palladino                                | 20. srpna 2012    |
| 11           | 11        | You Wanna See Something?              | Amy Sherman-Palladino | Amy Sherman-Palladino                                | 7. ledna 2013     |
| 12           | 12        | Channing Tatum Is a Fine Actor        | Daniel Palladino      | Daniel Palladino                                     | 17. ledna 2013    |
| 13           | 13        | I'll Be Your Meyer Lensky             | Jackson Douglas       | Beth Schacter                                        | 21. ledna 2013    |
| 14           | 14        | The Astronaut and the Ballerine       | Daniel Palladino      | Daniel Palladino                                     | 28. ledna 2013    |
| 15           | 15        | Take the Vicuna                       | Chris Eigeman         | Sheila Lawrence                                      | 4. února 2013     |
| 16           | 16        | There's Nothing Worse Than a Pantsuit | David Paymer          | Grant Levy a Dominik Rothbard                        | 11. února 2013    |
| 17           | 17        | It's Not a Mint                       | Daniel Palladino      | Daniel Palladino                                     | 18. února 2013    |
| 18           | 18        | Nextt                                 | Amy Sherman-Palladino | Amy Sherman-Palladino                                | 25. února 2013    |

## Produkce
Stanice ABC Family objednal v září roku 2010 produkci pilotu seriálu pod názvem Strut. Lamar Damon napsal scénář k pilotnímu dílu a produkce byla naplánována na začátek roku 2010. Seriál dostala pilotní objednávku pod novým názvem Bunheads.
Dne 28. září 2011 bylo oznámeno,že Sutton Foster si zahraje hlavní roli. Natáčení bylo zahájeno v listopadu.
Dne 11. února 2012 objednala stanice ABC Family deset dílů. Dne 15. února 2012 bylo oznámeno, že Kelly Bishop si zahraje hlavní roli Fanny Flowers, snachy Michelle. Dne 9. června 2012 bylo oznámeno, že zpěvák-skladatel Sam Phillips, který složil hudbu k seriálu Gilmorova děvčata, složí skóre hudby pro seriál. Dne 17. srpna 2012 stanice objednala dalších osm dílů.  Druhá polovina řady se začala vysílat dne 7. ledna 2003
Stanice seriál oficiálně zrušila dne 22. července 2013.